# Sankt Donatus kyrka

Sankt Donatuskyrkan (kroatiska: Crkva svetog Donata) eller Heliga treenighetens kyrka (kro. Crkva svetog Trojstva) är en av de äldsta kyrkorna i staden Zadar i Kroatien.
Kyrkan har fått sitt namn efter sankt Donatus (kro. sveti Donat) som var biskop i Zadar under 100-talet. Kyrkan byggdes på 900-talet e.Kr. och byggdes ovanför ett gammalt romerskt tempel tillägnat gudinnan Juno. Den är en av Kroatiens mest kända kyrkor. Den fungerade tidigare som Zadars katedral.